# Mambo!
Mambo! è il terzo singolo della cantante greca Helena Paparizou estratto dai suoi album di studio Protereotita (Mambo! edition), Iparhi Logos e The Game of Love. Il singolo è finora, insieme a My Number One, quello che ha ottenuto più successo globale tra i suoi, entrando in varie top 20 ufficiali europee. Ha ottenuto particolarmente successo in Svezia, dove è stato certificato disco d'oro per aver venduto più di 10 000 copie. È inoltre il suo unico singolo ad essere entrato nella classifica del Regno Unito, dove ha raggiunto il numero 185, ottenendovi tuttavia scarso successo. Nella classifica di fine anno rumena del 2006, Mambo! era al numero 23.

## Classifiche
| Classifica (2005) | Posizione massima |
| ----------------- | ----------------- |
| Belgio            | 18                |
| Grecia            | 1                 |
| Regno Unito       | 185               |
| Romania           | 13                |
| Russia            | 41                |
| Svezia            | 5                 |